# Níobe (filla de Tàntal)

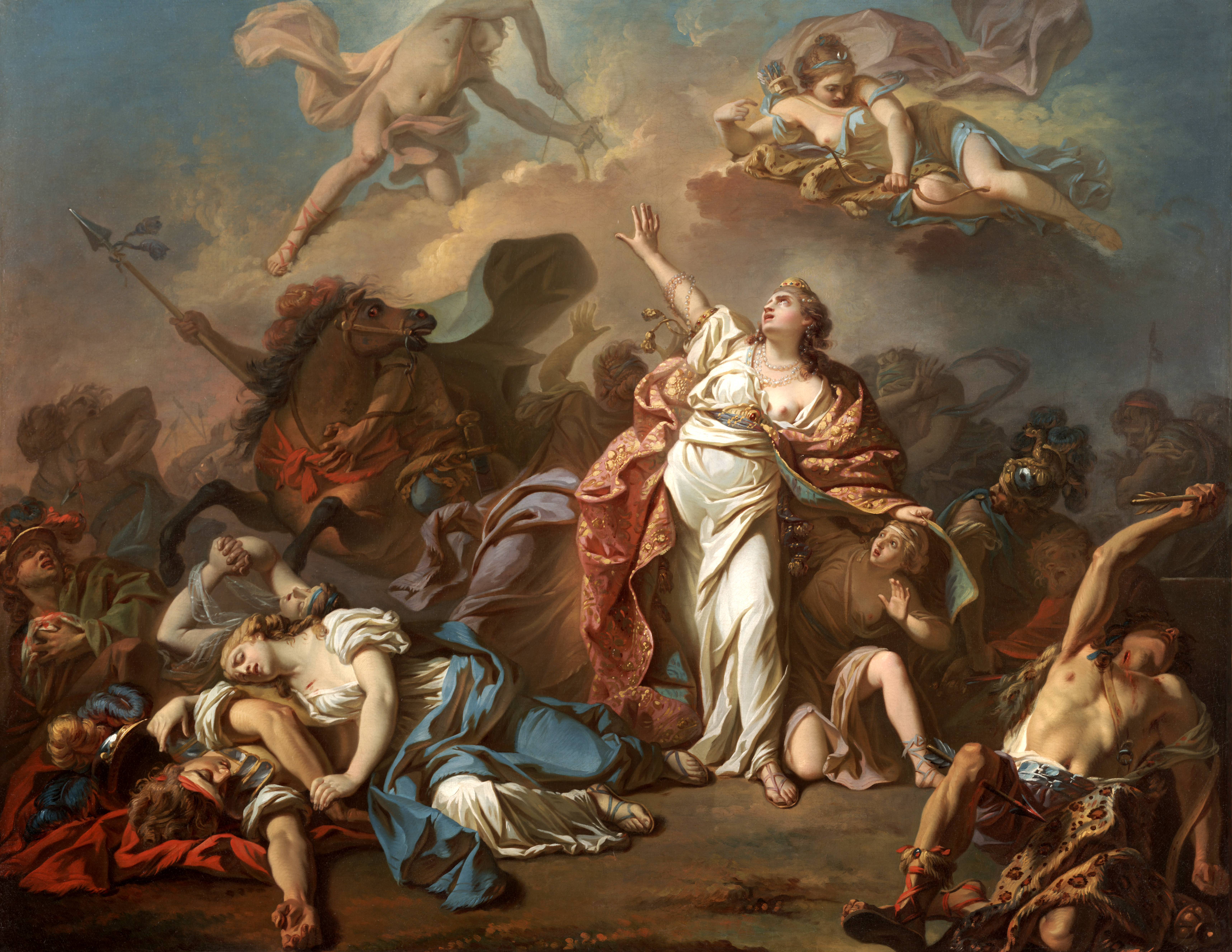
Pintura de 1772 de Jacques-Louis David que representa Níobe intentant protegir els seus fills d'Àrtemis i Apol·lo.

En la mitologia grega, Níobe (en grec antic: Νιόβη, Niobe) era una filla de Tàntal i, per tant, germana de Pèlops, que va ser muller d'Amfíon, rei de Tebes. El nom de la seva mare varia segons els autors, podent ser Taígete, Dione, Eurianasa, Euritemista, Clítia o Laòdice.
Amb Amfíon, Níobe va tenir un gran nombre de fills, que varien segons els autors, dels quals estaven molt orgullosos. Níobe es va vanagloriar de la seva prole i es va burlar de Leto perquè aquesta només havia tingut dos fills (Apol·lo i Àrtemis). Aquestes burles van arribar fins a tal punt que Níobe es va oposar que se li tributessin honors a Leto, dient que ella era més digna que se li aixequessin altars. En venjança, Apol·lo va matar tots els seus fills mascles i Àrtemis va fer el mateix amb les dones, a excepció d'Amfíon o Amiclas (que havia ofert una pregària propiciatòria a Leto) i de Melibea, que en presenciar la mort dels seus germans va adquirir tal pal·lidesa que va ser anomenada Cloris a partir de llavors.
Quan la desafortunada mare va anar al costat dels cadàvers dels seus fills, va sentir tal dolor que, desfeta en un mar de llàgrimes, va quedar immòbil i es va convertir en pedra, tal com havia suplicat a Zeus. Un remolí la va transportar fins al Mont Sípil, a Lídia, on es podia veure com les llàgrimes brollaven d'una placa de marbre amb forma de dona. Una altra versió diu que va fugir voluntàriament fins a Lídia, i que les seves llàgrimes van formar el riu Aqueloos.
Amfíon va voler venjar la mort dels seus fills i va anar al santuari d'Apol·lo a Delfos per a matar-ne els sacerdots, però el déu el va fer caure mort i, a més, Amfíon va ser castigat al Tàrtar per aquesta acció.
Parteni relata una altra versió segons la qual Níobe era filla d'Asàon i dona de Filot. En venjança per burlar-se de Leto, Apol·lo i Àrtemis van fer que Filot fos fet a trossos en una cacera i que Asàon s'enamorés de la seva pròpia filla. Rebutjant aquesta les seves pretensions, Asàon va calar foc als fills de Níobe i a si mateix, mentre que Níobe es va suïcidar llançant-se per un precipici.
Els cossos dels desafortunats fills de Níobe van romandre a la intempèrie durant nou dies, ja que Zeus s'havia posat de part de Leto i havia convertit els habitants de Tebes en roques. Al desè dia els mateixos déus els van donar sepultura, complint així la norma religiosa
Els autors no es posen d'acord en el nombre de fills que va tenir Níobe. Així, Homer li'n dona dotze, Hesíode vint, Heròdot cinc, la Biblioteca d'Apol·lodor setze i Eurípides catorze.